# Bebionic
Bebionic — био(мио)электрическая искусственная кисть с электромеханическим приводом и микропроцессорным контролем, созданная для восстановления функции и внешнего вида утраченной верхней конечности (руки), даёт возможность совершать ампутированной(ыми) конечностью(ями) ежедневные дела, которые трудоспособные люди могут принимать как должное. Они включают в себя принятие еды, питьё воды, письмо, печать на клавиатуре, открывание ключом замка и поднятие маленьких предметов. Разработанная в Великобритании, эта кисть производится фирмой «RSL Steeper» и доступна всему миру.
Первая версия кисти была показана на World Congress and Orthopädie & Reha-Technik, Trade Show, Leipzig, Germany в мае 2010.

## Технология
В отличие от комплектующих с другим принципом привода, которые используют кисти и крюки с механическими тягами, которые приводятся в движение за счёт собственных мышечных сил пациента, эта био(мио)электрическая кисть использует энергию аккумулятора, питающего отдельные электродвигатели в каждом пальце и микропроцессор, контролирующий работу каждого электродвигателя и позволяющий пользователю получать движения, близкие к реальной руке.
Управление кистью осуществляется при помощи электрических импульсов, полученных от сохранившихся мышц ампутированной конечности. Различные комбинации электрических импульсов позволяют не только управлять работой каждого пальца, но и переключать виды схвата. Протезы, использующие энергию аккумулятора, называются "протезы с внешним источником энергии".

## bebionic 2.0
В сентябре 2011 появилась обновлённая кисть второго поколения. Улучшилась скорость, аккуратность, захват и прочность. Обновлённая версия кисти будет доступна также в двух размерах: средняя и крупная. Устройство было модернизировано новым внутренним аккумулятором высокой ёмкости (2200mAh), для более продолжительного использования.

## Силиконовые оболочки
Чтобы протезы верхних конечностей не только функционально, но и внешне были похожи на реальные конечности, для них, в том числе и для данной кисти, были  разработаны специальные силиконовые оболочки (перчатки) с высокой степенью детализации. Команда опытных специалистов может персонифицировать каждую силиконовую оболочку такими деталями как веснушки, вены и даже татуировки.

## Пациенты
В 2008 году, Jonathan Metz, из Вест-Хартфорд, Коннектикут, зажал свою руку в печи в подвале. Зажатый в собственном подвале на 3 дня, он не имел альтернативы, кроме как самостоятельно ампутировать себе руку. С помощью протеза, в 2010, его жизнь резко улучшилась.
В 2012, Kingston upon Hull мужчина, Mike Swainger, был первым человеком, получившим бионическую руку на National Health Service(NHS).
Найджел Экланд, один из обладателей этого изобретения, может спокойно завязывать шнурки, готовить еду и выполнять прочие мелкие манипуляции.
Маргарите Грачёвой из подмосковного Серпухова муж Дмитрий в декабре 2017 года отрубил кисти рук. Полгода реабилитации. Десятки неравнодушных зрителей программы Прямой эфир с Андреем Малаховым телеканала Россия 1, помогли сделать ей суперсовременный протез Bebionic на YouTube.

## В культуре
В мире научной фантастики, био(мио)электрическая рука была сравнена с искусственными руками вымышленных персонажей, таких как терминатор и Люк Скайуокер из Звёздных войн.
Протезы марки Bebionic использует главный герой сериала Толя-робот.